# Coleactina papalis
Coleactina papalis är en måreväxtart som beskrevs av Nicolas Hallé. Coleactina papalis ingår i släktet Coleactina och familjen måreväxter. Inga underarter finns listade i Catalogue of Life.